# Харківська Українська Громада
Харківська українська громада, Громадський комітет Харкова 1941—1942 — орган місцевого самоуправління в окупованому гітлерівцями місті в роки Великої вітчизняної війни Радянського Союзу 1941—1945. Створена національно орієнтованими українськими колами з метою консолідації сил у боротьбі за незалежну Україну. Організатор Г.к. Х. — юрист В.Доленко, переслідуваний у довоєнний час органами НКВС за «націоналістичну та антирадянську діяльність». Ядром Г.к. Х. була група професорів Харківського університету, головою став проф. Сліпченко. Програма комітету передбачала боротьбу проти більшовизму, підтримку гітлерівців у війні проти СРСР і, нарешті, боротьбу за створення самостійної Української держави. Комітет намагався в практичній роботі перебрати на себе адміністративні функції в суспільному житті міста, але наразився на протидію міської управи, з одного боку, та німецьких властей — з другого. Скориставшися суперечностями між міською управою на чолі з проф. О.Крамаренком та самим Г.к. Х., німецькі спецслужби звинуватили комітет та його керівництво у «підготовці повстання» й заборонили його діяльність. Г.к. Х. перейшов на нелегальні форми діяльності.